# Паламар Володимир Якович
Володимир Якович Паламар (ест. Vladimir Palamar; 24 лютого 1973) — Голова правління Асоціації українських організацій в Естонії, голова крайової управи Спілки української молоді в Естонії, директор української недільної школи «Надія», член Ради при Міністрі культури Естонії з питань національних меншин.

## Біографічні відомості
Народився на Вінниччині. Тривалий час проживає в Таллінні.
У 2008 році очолив Асоціацію українських організацій в Естонії, яка об'єднала низку українських громадських організацій на території країни. У 2009 році Володимир Паламар, як голова правління Асоціації, увійшов до складу ради при Міністрові Культури Естонії з питань національних меншин.

## Нагороди
- орден «За заслуги» III ступеня (2021)[3][4][5]
- медаль «За сприяння Збройним Силам України»[3]